# Complexo Mineiro do Espadanal
O Complexo Mineiro do Espadanal de que fez parte a Fábrica de Briquetes da Mina do Espadanal é uma exploração de carvão abandonada na freguesia e no Município de Rio Maior.

## Cronologia
- 1914/ 1915 - Com o início da 1ª Guerra Mundial, e em resposta à falta de combustíveis, é constituída Sociedade entre António Custódio dos Santos, Pedro Goucha, Silvino Ramos de Sequeira e João Ramos de Sequeira para pesquisas de carvão na Quinta da Várzea onde havia sido identificado um afloramento de lignite, procedendo-se à abertura do primeiro poço;
- 1916 - Abertura de poço de pesquisas no sítio do Espadanal por Ayres Augusto Mesquita de Sá e Padre Hymalaia em busca de sais de potássio e descoberta a 30m de profundidade de camada de lignite avaliada em 12 metros de espessura;
- 1916 - Registo da Mina de Lignite do Espadanal por António Custódio dos Santos;
- 1917 - Assinatura da escritura de constituição de sociedade entre António Custódio dos Santos e a firma Leites, Sobrinhos & Ca., para a continuação de pesquisas na Mina do Espadanal;
- 1920 - Escritura Publica de constituição da Empresa Industrial Carbonífera e Electrotécnica L.da (E.I.C.E.L.);
- 1942 - Publicação, em plena 2ª Guerra Mundial, do Decreto-lei nº 32270, através do qual as Minas de Rio Maior são chamadas a cumprir uma função de reserva de combustível nacional, determinando-se a sua exploração em larga escala e a construção de ramal ferroviário para transporte do minério entre Rio Maior e o Vale de Santarém;
- 1944 - O rápido crescimento populacional resultante da admissão de operários em resposta à necessidade de aumento exponencial da extração mineira, com a migração de cerca de 1500 pessoas para Rio Maior, gera graves problemas sociais.
- 1945 - Inauguração da via-férrea Rio Maior - Vale de Santarém e cais de embarque;
- 1945 - Fundação do Clube de Futebol "Os Mineiros";
- 1955 - Início da laboração da Fábrica de Briquetes;
- 1969 - Paralisação da exploração mineira em resultado de uma progressiva redução da produção, acompanhando a grave crise no sector dos carvões;
- 1999 - Aquisição pela Câmara Municipal das diversas parcelas do couto mineiro, num total de 110.380m2;
- 2005 - Início do Processo de Estudo e Salvaguarda do Património Mineiro Riomaiorense;
- 2006 - Instituto Português do Património Arquitetónico defende classificação da Fábrica de Briquetes como Património de Interesse Municipal;

## Ligações Externas
- rio-maior.blogspot - histórico da mina do Espadanal